# 가이착
가이차크(Ghaychak) 또는 게이차크(페르시아어: قیچک)는 이란, 아프가니스탄, 파키스탄, 타지키스탄에서 사용되는 찰현 류트이다. 이름은 중앙아시아의 깃작과 비슷하지만, 이 악기는 카만체와 더 밀접한 관련이 있다.

## 이중 공명통 류트
네 개 이상의 금속 줄과 짧은 프렛 없는 넥을 가진 이중 공명통 류트이다. 이란족과 발루치인이 사용하며, 사린다와 비슷하다.
공명통은 한 조각의 나무를 깎아서 만든다. 위쪽 구멍은 손잡이에 의해 부분적으로 가려져 있고, 아래쪽 구멍은 다리가 놓이는 가죽 막으로 덮여 있다.
대부분의 발루치 음악에서 이 악기는 주요 악기로 간주되며, 발루치 음악가는 이 악기를 통해서만 내면의 슬픔을 똑같이 절절하게 표현할 수 있다.
이 악기의 가장 유명한 연주자는 발루치스탄 출신의 딘 모함마드 장샤히이다.

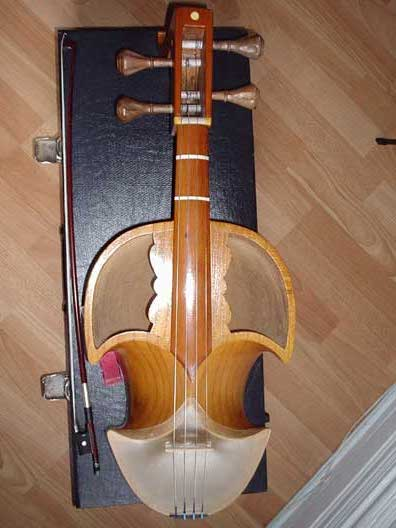
가이차크
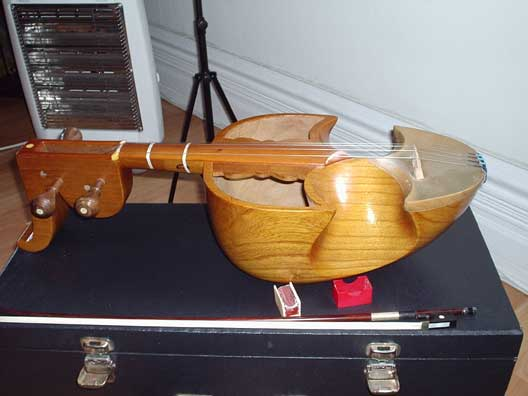
측면도